# پوربادالا
پوربادالا (به لاتین: Purbadhala) یک منطقهٔ مسکونی در بنگلادش است که در ناحیه نتروکونه واقع شده‌است. پوربادالا ۳۱۲٫۳ کیلومتر مربع مساحت و ۳۱۰٬۸۳۴ نفر جمعیت دارد.